# Gerbillus nanus
Gerbillus nanus är en däggdjursart som beskrevs av Blanford 1875. Gerbillus nanus ingår i släktet Gerbillus och familjen råttdjur. IUCN kategoriserar arten globalt som livskraftig. Inga underarter finns listade i Catalogue of Life.

## Utseende
Arten når en kroppslängd (huvud och bål) av 5,8 till 8,2 cm, en svanslängd av 9,6 till 12,5 cm och en vikt av 9,5 till 18 g. Den har 1,9 till 2,3 cm långa bakfötter och 1,0 till 1,2 cm stora öron. Håren som bildar pälsen på ovansidan är gråa nära roten och annars sandfärgade till ljus orangebruna. Det förekommer en tydlig gräns mot den vita undersidan. Huvudet kännetecknas av vita fläckar framför ögonen och bakom öronen. Bakfötternas fotsulor är inte eller bara glest täckta med hår. Ljusgråa och mörkgråa längre hår bildar en tofs vid svansens spets. Honor har fyra par spenar.

## Utbredning
Denna ökenråtta förekommer i västra Sahara och i Sahelzonen från Mauretanien till västra Tchad och norrut till södra Tunisien. En annan population hittas från Arabiska halvön över Irak och Iran till Afghanistan, Pakistan och västra Indien. Gerbillus nanus lever i halvöknar och öknar. Den vistas oftast i oaser eller i andra delar av öknen som har något yppigare växtlighet.

## Ekologi
Gerbillus nanus är aktiv på natten och de går främst på marken. Det underjordiska boet grävs antingen själv eller det övertas av andra ökenråttor som Psammomys obesus eller Meriones libycus. Gärna används naturliga klaffar i leran när bygget påbörjas. Födan utgörs av blad och andra gröna delar av örter samt av frön. Denna ökenråtta är känd för att den är rörligare än flera andra släktmedlemmar. Den kan vandra några hundra meter per natt. Två honor var dräktiga med två respektive tre ungar. Djuret jagas främst av tornugglan.